# Ozarba marabensis
Ozarba marabensis är en fjärilsart som beskrevs av Edward P. Wiltshire 1980. Ozarba marabensis ingår i släktet Ozarba och familjen nattflyn. Inga underarter finns listade i Catalogue of Life.